# Мар'їнська вулиця
Мар'їнська вулиця — вулиця міста Харкова. Спочатку вулиця проходить по межі двох адміністративних районів Харкова — Новобаварського і Основ'янського, потім по території Новобаварського. Починається від Нетіченської набережної і йде на південний захід до Райрадівського провулку. З непарної сторони до Мар'їнської вулиці долучаються Москалівська вулиця, Столярний провулок і провулок Джерело.

## Історія

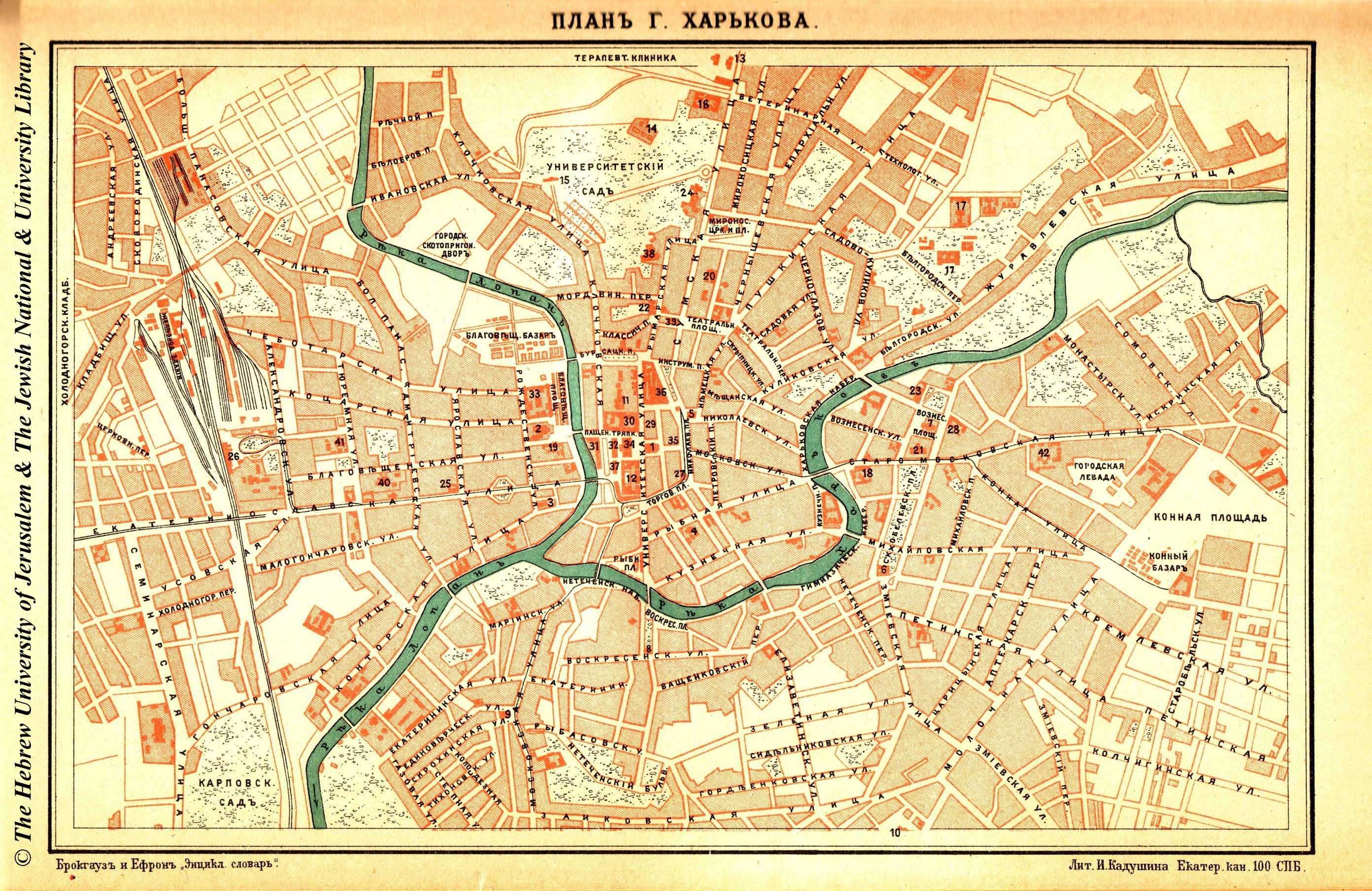
Мар'їнська вулиця на мапі Харкова 1903 року, на південь від злиття річок Харків и Лопань

Територія, по якій проходить сучасна Мар'їнська вулиця, ще на початку XIX століття була лісистою і болотистою околицею міста, ці землі належали купцям Карповим. У 1820 році Карпови починають продавати свої землі, і починається їх забудова. Виникнення вулиці Мар'їнської відносять до 1827 року. Тоді ж виникають провулки Столярний, Дроздовський (нині пров. Джерело).
З центральної частини Харкова на Мар'їнську вулицю можна було дістатися дерев'яним мостом, на місці якого і зараз існує пішохідний Мар'їнський міст. Вулиця простягалася (по Райрадівському провулку) до річки Лопань і з'єднувалася мостом із вулицею Дмитрівською. Цей міст був розібраний у 1963 році.

## Будинки
- Буд. № 4 — двоповерхова будівля на реконструкції (2021 рік), колишня приватна чоловіча гімназія Р. С. Горяєвой, у радянські часи школа, потім педагогічне училище.
- Буд. № 11 — житловий будинок, 1912 рік, архітектор А. І. Горохов.
- Буд. № 12/14 — пам'ятка архітектури Харкова, охорон. № 312, побудовано у 1902 році, архітектори Б. М. Корнєєнко і В. В. Величко. Колишня торгова школа Товариства взаємодопомоги прикажчиків. Номер будинку подвійний, оскільки в першій чверті ХХ ст. він був об'єднаний з розташованою поруч 4-ю міською гімназією (колишній особняк баронеси М. С. Унгерн-Штейнберг). За радянських часів у будинках розміщувалися Центральне статистичне Управління УРСР, перший в Україні Будинок фізкультури, 47-а школа, педагогічне училище. Нині будинок займає Харківський фізико-математичний ліцей № 27[2].
- На розі Мар'їнської вулиці і сучасного Райрадівського провулку стояв будинок (не зберігся), в якому в 1891 році була відкрита 1-а безкоштовна читальня Харківського товариства грамотності ім. М. О. Некрасова, у створенні якої відіграв значну роль В. Я. Данилевський, харківський учений-фізіолог, професор.